# Veronique Marrier D'Unienville
Veronique Marrier D'Unienville (sinh ngày 18 tháng 7 năm 1967) là một vận động viên người Mauritius, thi đấu môn bắn cung.
Tại Thế vận hội Mùa hè 2008 ở Bắc Kinh Marrier D'Unienville đã kết thúc vòng xếp hạng của mình với tổng cộng 605 điểm. Điều này đã mang lại cho bà xếp hạt giống thứ 53 cho vòng thi đấu cuối cùng mà bà phải đối mặt với Aida Román trong vòng đầu tiên. Cung thủ đến từ México quá mạnh và giành chiến thắng trong cuộc đối đầu với 108-97, loại Marrier D'Unienville ngay lập tức.